# Teorema de Fitting
Teorema de Fitting es un teorema matemático demostrado por Hans Fitting. Se puede establecer de la siguiente manera:
Si M y N son un subgrupo normal nilpotente de un grupo G, entonces su producto MN es también un subgrupo normal nilpotente de G; Si, además, M es nilpotente de clase m y N es nilpotente de clase n, entonces MN es nilpotente de clase a lo sumo m + n.
Por inducción se deduce también que el subgrupo generado por una colección finita de subgrupos normales nilpotentes es nilpotente. Sin embargo, un subgrupo generado por una colección infinita de subgrupos normales nilpotentes no tiene que ser nilpotente. 

## Teoría del orden
En términos de la teoría del orden, parte del teorema de Fitting puede afirmar que:
El conjunto de subgrupos normales nilpotentes forman un subgrupo de retículos.
Por lo tanto, el subgrupo normal nilpotente de un grupo finito también forma un retículo limitado, y tiene un elemento superior, el subgrupo Fitting. 
Sin embargo, subgrupos normales nilpotentes no forman un retículo completo, como un subgrupo generado por una colección infinita de subgrupos normales nilpotentes no necesariamente son nilpotentes, aunque será normal. La unión de todos los subgrupos normales nilpotentes todavía está definido como el subgrupo Fitting, pero no necesariamente nilpotente.